# Кубок Хейнекен 2003/2004
Кубок Хейнекен 2003/2004 — девятый розыгрыш главного клубного турнира в европейском регби. Финальный матч прошёл 23 мая 2004 года на стадионе «Туикенем» в Лондоне.
Впервые на групповом этапе использовалась бонусная система начисления очков. Баллы распределялись следующим образом:
- 4 очка за победу;
- 2 очка за ничью;
- 1 очко за занесение четырёх и более попыток, вне зависимости от исхода матча;
- 1 очко за поражение с разницей в семь очков и менее.

## Команды
| Франция                                                                   | Англия                                                                                               | Уэльс | Ирландия                            | Шотландия                | Италия                      |
| ------------------------------------------------------------------------- | --- | --- | ----------------------------------- | ------------------------ | --------------------------- |
| - «Стад Франсе» - «Тулуза» - «Биарриц» - «Ажен» - «Бургуэн» - «Перпиньян» | - «Лестер Тайгерс» - «Лидс Тайкс» - «Сейл Шаркс» - «Нортгемптон Сэйнтс» - «Глостер» - «Лондон Уоспс» | - «Ньюпорт Гвент Дрэгонс» - «Нит-Суонси Оспрейз» - «Кардифф Блюз» - «Лланелли Скарлетс» - «Селтик Уорриорз» | - «Ольстер» - «Манстер» - «Ленстер» | - «Бордерс» - «Эдинбург» | - «Бенеттон» - «Кальвизано» |

## Групповой этап

### Группа 1
| Команда                 | И | В | Н | П | Попытки + | Попытки - | Разница | Очки + | Очки - | Разница | Бонус: попытки | Бонус: поражение | Турнирные очки |
| ----------------------- | - | - | - | - | --------- | --------- | ------- | ------ | ------ | ------- | -------------- | ---------------- | -------------- |
| «Стад Франсе»           | 6 | 4 | 0 | 2 | 11        | 8         | 3       | 134    | 80     | 54      | 1              | 1                | 18             |
| «Лестер Тайгерс»        | 6 | 3 | 0 | 3 | 17        | 10        | 7       | 137    | 115    | 22      | 3              | 0                | 15             |
| «Ольстер»               | 6 | 3 | 0 | 3 | 10        | 9         | 1       | 109    | 106    | 3       | 1              | 1                | 14             |
| «Ньюпорт Гвент Дрэгонс» | 6 | 2 | 0 | 4 | 5         | 16        | −11     | 67     | 146    | −79     | 0              | 1                | 9              |

### Группа 2
| Команда              | И | В | Н | П | Попытки + | Попытки - | Разница | Очки + | Очки - | Разница | Бонус: попытки | Бонус: поражение | Турнирные очки |
| -------------------- | - | - | - | - | --------- | --------- | ------- | ------ | ------ | ------- | -------------- | ---------------- | -------------- |
| «Тулуза»             | 6 | 5 | 0 | 1 | 18        | 7         | 11      | 157    | 65     | 92      | 4              | 1                | 25             |
| «Эдинбург»           | 6 | 5 | 0 | 1 | 14        | 7         | 7       | 130    | 89     | 41      | 2              | 0                | 22             |
| «Лидс Тайкс»         | 6 | 1 | 0 | 5 | 5         | 11        | −6      | 66     | 122    | −56     | 0              | 1                | 5              |
| «Нит-Суонси Оспрейз» | 6 | 1 | 0 | 5 | 6         | 18        | −12     | 78     | 155    | −77     | 0              | 0                | 4              |

### Группа 3
| Команда        | И | В | Н | П | Попытки + | Попытки - | Разница | Очки + | Очки - | Разница | Бонус: попытки | Бонус: поражение | Турнирные очки |
| -------------- | - | - | - | - | --------- | --------- | ------- | ------ | ------ | ------- | -------------- | ---------------- | -------------- |
| «Биарриц»      | 6 | 4 | 0 | 2 | 18        | 12        | 6       | 139    | 97     | 42      | 3              | 1                | 20             |
| «Ленстер»      | 6 | 4 | 0 | 2 | 13        | 11        | 2       | 142    | 113    | 29      | 1              | 1                | 18             |
| «Кардифф Блюз» | 6 | 2 | 0 | 4 | 13        | 13        | 0       | 123    | 132    | −9      | 0              | 3                | 11             |
| «Сейл Шаркс»   | 6 | 2 | 0 | 4 | 6         | 14        | −8      | 75     | 137    | −62     | 0              | 1                | 9              |

### Группа 4
| Команда             | И | В | Н | П | Попытки + | Попытки - | Разница | Очки + | Очки - | Разница | Бонус: попытки | Бонус: поражение | Турнирные очки |
| ------------------- | - | - | - | - | --------- | --------- | ------- | ------ | ------ | ------- | -------------- | ---------------- | -------------- |
| «Лланелли Скарлетс» | 6 | 5 | 0 | 1 | 17        | 5         | 12      | 160    | 72     | 88      | 2              | 1                | 23             |
| «Нортгемптон»       | 6 | 4 | 0 | 2 | 13        | 4         | 9       | 121    | 54     | 67      | 1              | 1                | 18             |
| «Ажен»              | 6 | 2 | 0 | 4 | 8         | 7         | 1       | 83     | 94     | −11     | 1              | 2                | 11             |
| «Бордерс»           | 6 | 1 | 0 | 5 | 4         | 26        | −22     | 39     | 183    | −144    | 0              | 0                | 4              |

### Группа 5
| Команда    | И | В | Н | П | Попытки + | Попытки - | Разница | Очки + | Очки - | Разница | Бонус: попытки | Бонус: поражение | Турнирные очки |
| ---------- | - | - | - | - | --------- | --------- | ------- | ------ | ------ | ------- | -------------- | ---------------- | -------------- |
| «Манстер»  | 6 | 5 | 0 | 1 | 22        | 5         | 17      | 172    | 76     | 96      | 4              | 0                | 24             |
| «Глостер»  | 6 | 5 | 0 | 1 | 22        | 11        | 11      | 197    | 100    | 97      | 4              | 0                | 24             |
| «Бургуэн»  | 6 | 1 | 0 | 5 | 13        | 22        | −9      | 119    | 191    | −72     | 2              | 1                | 7              |
| «Бенеттон» | 6 | 1 | 0 | 5 | 13        | 32        | −19     | 104    | 225    | −121    | 1              | 0                | 5              |

### Группа 6
| Команда           | И | В | Н | П | Попытки + | Попытки - | Разница | Очки + | Очки - | Разница | Бонус: попытки | Бонус: поражение | Турнирные очки |
| ----------------- | - | - | - | - | --------- | --------- | ------- | ------ | ------ | ------- | -------------- | ---------------- | -------------- |
| «Лондон Уоспс»    | 6 | 5 | 0 | 1 | 22        | 8         | 14      | 186    | 85     | 101     | 3              | 1                | 24             |
| «Селтик Уорриорз» | 6 | 4 | 0 | 2 | 11        | 10        | 1       | 123    | 118    | 5       | 2              | 2                | 20             |
| «Перпиньян»       | 6 | 3 | 0 | 3 | 13        | 11        | 2       | 119    | 115    | 4       | 2              | 1                | 15             |
| «Кальвизано»      | 6 | 0 | 0 | 6 | 13        | 30        | −17     | 115    | 225    | −110    | 1              | 2                | 3              |

## Жеребьёвка
| № | Победитель группы     | Очки | Попытки | Разница очков |
| - | --------------------- | ---- | ------- | ------------- |
| 1 | «Тулуза»              | 25   | 18      | +92           |
| 2 | «Лондон Уоспс»        | 24   | 22      | +101          |
| 3 | «Манстер»             | 24   | 22      | +97           |
| 4 | «Лланелли Скарлетс»   | 23   | 17      | +88           |
| 5 | «Биарриц»             | 20   | 18      | +42           |
| 6 | «Стад Франсе»         | 18   | 11      | +54           |
| № | Второе место в группе | Очки | Попытки | Разница очков |
| 7 | «Глостер»             | 24   | 22      | +96           |
| 8 | «Эдинбург»            | 22   | 14      | +41           |
| - | «Селтик Уорриорз»     | 20   | 11      | +5            |
| - | «Нортгемптон»         | 18   | 13      | +67           |
| - | «Ленстер»             | 18   | 13      | +29           |
| - | «Лестер Тайгерс»      | 15   | 17      | +22           |

## Плей-офф

### Четвертьфинал
| 4 апреля 2004 г. 19:45 | «Лланелли Скарлетс» | 10 – 27 | «Биарриц» | «Стрэйди Парк» Зрителей: 10 800 |
| 4 апреля 2004 г. 19:45 |                     |         |           | «Стрэйди Парк» Зрителей: 10 800 |

| 10 апреля 2004 г. 16:00 | «Тулуза» | 36 – 10 | «Эдинбург» | «Стадьом Мунисипаль» Зрителей: 36 500 |
| 10 апреля 2004 г. 16:00 |          |         |            | «Стадьом Мунисипаль» Зрителей: 36 500 |

| 10 апреля 2004 г. 17:00 | «Манстер» | 37 – 32 | «Стад Франсе» | «Томонд Парк» Зрителей: 13 000 |
| 10 апреля 2004 г. 17:00 |           |         |               | «Томонд Парк» Зрителей: 13 000 |

| 11 апреля 2004 г. 15:00 | «Лондон Уоспс» | 34 – 3 | «Глостер» | «Адамс Парк» Зрителей: 10 000 |
| 11 апреля 2004 г. 15:00 |                |        |           | «Адамс Парк» Зрителей: 10 000 |

### Полуфинал
| 24 апреля 2004 г. 16:00 | «Тулуза» | 39 – 11 | «Биарриц» | «Стад Шабан-Дельма» Зрителей: 34 000 |
| 24 апреля 2004 г. 16:00 |          |         |           | «Стад Шабан-Дельма» Зрителей: 34 000 |

| 25 апреля 2004 г. 15:00 | «Манстер» | 32 – 37 | «Лондон Уоспс» | «Лэнсдаун Роуд» Зрителей: 49 000 |
| 25 апреля 2004 г. 15:00 |           |         |                | «Лэнсдаун Роуд» Зрителей: 49 000 |

### Финал
| 23 мая 2004 г. 15:00 | «Лондон Уоспс»                                                                                               | 27 – 20 | «Тулуза»                                                              | «Туикенем», Лондон Зрителей: 73 057 Судья: Ален Ролланд |
| 23 мая 2004 г. 15:00 | Поп.: Эбботт 19' c ван Гисберген 43' c Хоули 79' c Реал.: ван Гисберген (3) Пен.: ван Гисберген (2) 15', 31' | отчёт   | Поп.: Делэг 38' m Пен.: Делэг (2) 6', 12' Элиссальд (3) 57', 72', 77' | «Туикенем», Лондон Зрителей: 73 057 Судья: Ален Ролланд |